# Heliocharis amazona
Heliocharis amazona – gatunek ważki z rodziny Dicteriadidae; jedyny przedstawiciel rodzaju Heliocharis. Występuje na terenie Ameryki Południowej i jest szeroko rozprzestrzeniony; stwierdzono go w północno-wschodniej Argentynie, Brazylii, Kolumbii, Ekwadorze, Gujanie, Paragwaju, Peru i Surinamie.